# Cooper Lake (microprocessador)
Cooper Lake és el nom en clau d'Intel per a la tercera generació dels seus processadors Xeon Scalable, desenvolupat com a successor de Cascade Lake-SP. Els processadors Cooper Lake estan dirigits als segments 4S i 8S del mercat de servidors; Ice Lake-SP dona servei al segment 1S i 2S.

## Característiques
Cooper Lake es va llançar el 18 de juny de 2020 i inclou fins a 28 nuclis. A part d'alguns canvis microarquitectònics, la microarquitectura de Cooper Lake és majoritàriament idèntica a Skylake. Cooper Lake ofereix un suport de memòria més ràpid (DDR4-3200 sobre DDR4-2933), suport per a la memòria Optane de segona generació i el doble dels enllaços UPI a Cascade Lake. Cooper Lake és la primera CPU x86 que admet el nou conjunt d'instruccions bfloat16 com a part del Deep Learning Boost (DPL) d'Intel.

### Millores
- Nova instrucció bfloat16
- Suport per a fins a 12 DIMM de memòria DDR4 per socket de CPU
- Xeon Platinum admet fins a vuit endolls; Xeon Gold admet fins a quatre endolls; Xeon Silver i Bronze admeten fins a dos endolls
- -H: fins a 1,12 TB de DDR4 per sòcol
- -HL: suport de nivell de memòria DDR gran (fins a 4,5 TB)[6]

## Llista de processadors de Cooper Lake
- Xeon Platinum (processador octa)
- Xeon Gold (quadre processador)